# (8547) 1994 CQ
1994 سي كيو (ويعرف أيضًا باسم (8547) 1994 سي كيو وفق تسمية الكوكب الصغير) (بالإنجليزية: 1994 CQ)‏ هو كويكب ضمن حزام الكويكبات؛ وترتيبه 8547 من حيث الاكتشاف.
اكتُشف هذا الجُرم الفلكي بواسطة هيروشي كانيدا في 4 فبراير 1994.

## وصلات خارجية
- (8547) 1994 CQ في قاعدة بيانات مختبر الدفع النفاث لأجرام النظام الشمسي الصغيرة

- الاكتشاف · مخطط المدار ·  العناصر المدارية · المعلمات المادية

- (8547) 1994 CQ على موقع ويكي سكاي: DSS2, SDSS, GALEX, IRAS, Hydrogen α, X-Ray, Astrophoto, Sky Map, Articles and images